# 芒通
芒通（法語：Menton，法語發音：[mɑ̃tɔ̃]，義大利語發音：[menˈtoː.ne]），法国东南部城市，普罗旺斯-阿尔卑斯-蓝色海岸大区滨海阿尔卑斯省的一个市镇，隶属于尼斯区，其市镇面积为14.1平方公里，2022年1月1日时人口数量为30,326人，在法国城市中排名第292位。
芒通位于滨海阿尔卑斯省东南部，与意大利接壤，是沿地中海由意大利进入法国境内的第一座城市。芒通历史上长期被热那亚王国统治，于1860年划入法国，现代为法国重要的地中海旅游城市，因当地的山地海洋景观及较为温暖的气候吸引了大量游客。

## 地名来源
法国语言学家埃内斯特·内格尔认为“芒通”一名最初于1262年以的形式出现。阿尔贝·多扎认为这一词首可能来源于古利古里亚语，意为“岩石”。
在现代法语中，一词意为“下巴”，但此处两者并无此直接联系。而在芒通方言中，“Menton”常被写作“Mentan”。

## 历史

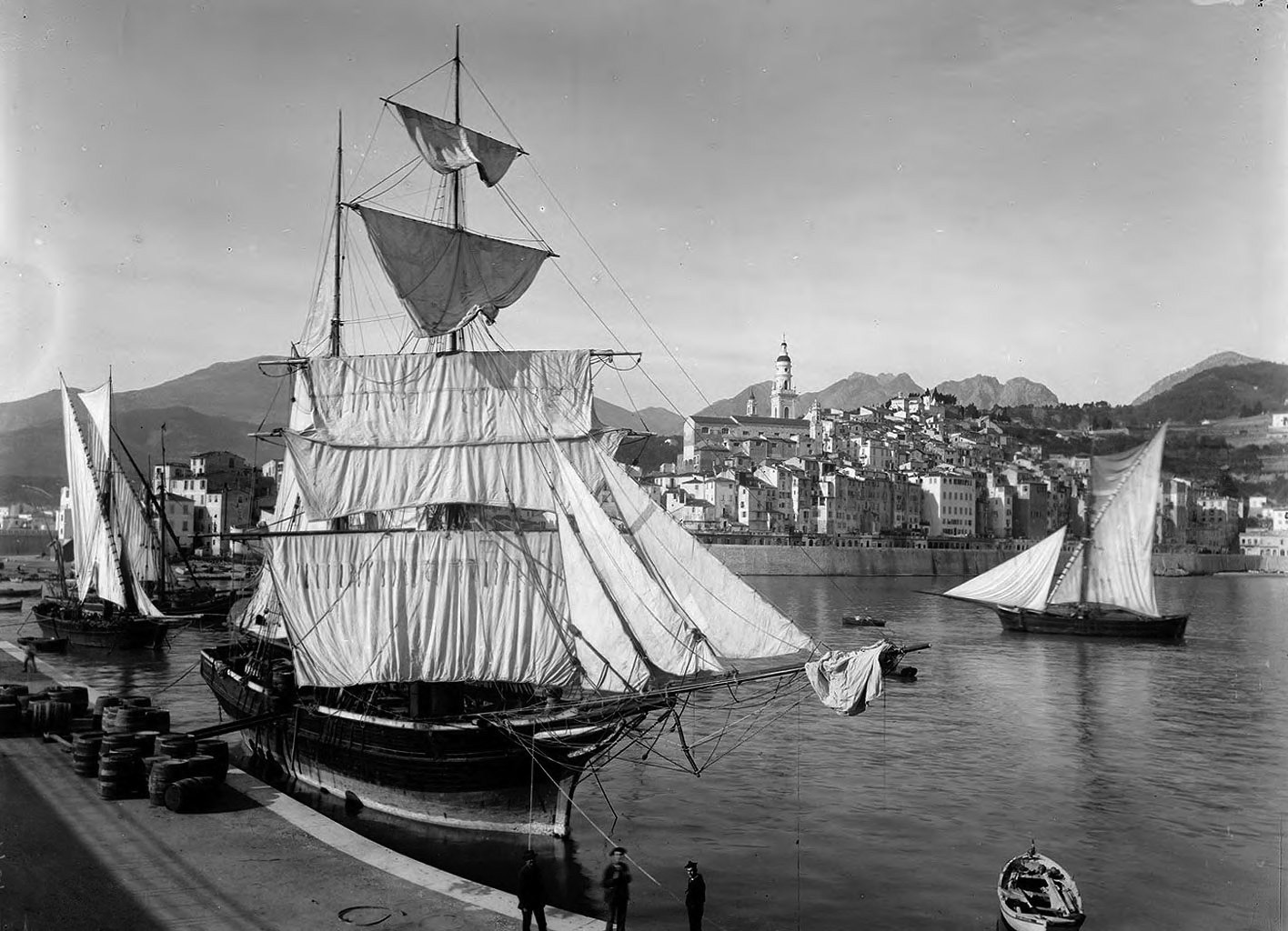
20世纪初芒通附近海域的帆船

芒通附近区域曾发现新石器时期的人类活动遗迹。古罗马时期，沿地中海延伸的尤利娅·奥古斯塔大道由此通过，芒通成为该道路上的一个驿站。中世纪时期，芒通长期为热那亚公国的一处领地。12世纪，芒通所处区域被文蒂米利亚伯爵继承，该爵位成为普罗旺斯与热那亚王国的争夺焦点之一。1146年，地中海沿岸的一处高地上建成了一座修道院，其附近区域逐渐形成“皮尼城”（cité Pini），成为芒通的城市前身。1290年，文蒂米利亚统治者为芒通颁布了市镇宪章。1346年，芒通被格里马尔迪家族控制，直至1848年。期间，拿破仑曾于1793年至1814年间将此地划至法兰西，后被划至尼斯伯国，成为薩丁尼亞王國的一部分，后者于1818年将伯国改制为尼斯行政区。1860年，根据《杜林協議》，尼斯行政区被划至法国，芒通成为新成立的滨海阿尔卑斯省的一个市镇。工业革命期间，马赛－文蒂米利亚铁路由此通过。19世纪末，随着旅游业的发展，芒通成为重要的旅游城市，当地出现了大批居民建筑，人口数量逐年增加。

## 地理

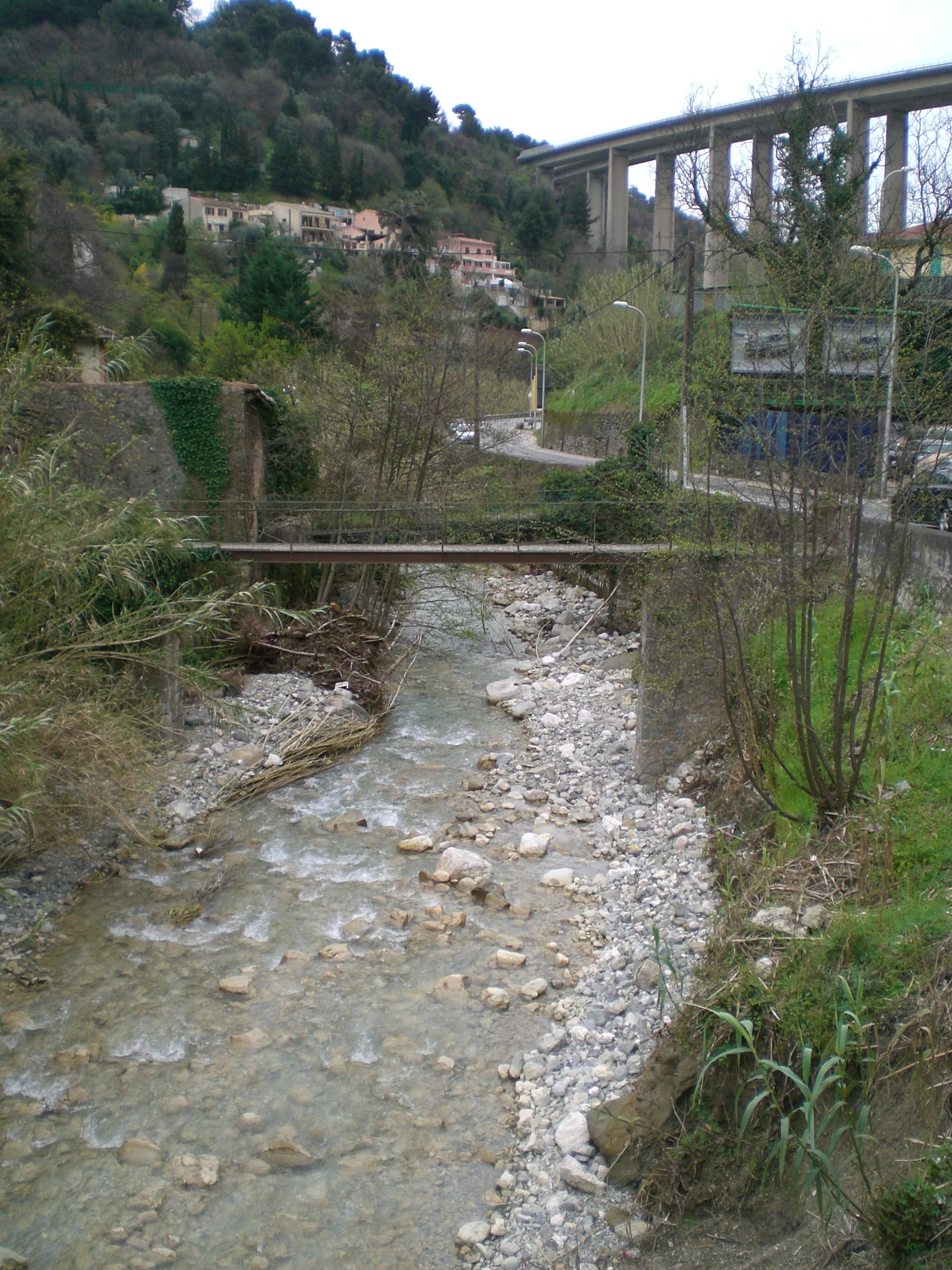
芒通境内的一条小溪

芒通位于法国东南部，普罗旺斯-阿尔卑斯-蓝色海岸大区东南部和滨海阿尔卑斯省东南部，距离省会尼斯大约29公里。与芒通接壤的市镇包括：卡斯泰拉尔、卡斯蒂永、戈尔比奥、罗克布吕讷-卡普马丹、圣阿涅丝、文蒂米利亚。

### 地形
芒通位于阿尔卑斯山南部，境内以山地为主，内陆地区沟壑纵横，全境海拔在0到774米之间。

### 水文
芒通位于地中海北岸，多条山间小溪由此独立注入海洋。

### 植被
芒通属于亚热带常绿硬叶林区，位于市区东部的勒皮扬省级公园（Parc départemental du Pian）是当地主要的城市绿地，林地则广泛分布于市镇范围中北部的山地地区。

### 气候
芒通在柯本气候分类法中属于地中海气候，因海陆位置和地形影响，当地每年秋冬季节常出现大规模降水，有时易引发地质灾害。
距离芒通最近的气象站位于摩纳哥，以下为该气象站的数据（其中日照数据取自尼斯）：
| 摩納哥1981年－2019年 | 摩納哥1981年－2019年 | 摩納哥1981年－2019年 | 摩納哥1981年－2019年 | 摩納哥1981年－2019年 | 摩納哥1981年－2019年 | 摩納哥1981年－2019年 | 摩納哥1981年－2019年 | 摩納哥1981年－2019年 | 摩納哥1981年－2019年 | 摩納哥1981年－2019年 | 摩納哥1981年－2019年 | 摩納哥1981年－2019年 | 摩納哥1981年－2019年 |
| 月份                 | 1月                  | 2月                  | 3月                  | 4月                  | 5月                  | 6月                  | 7月                  | 8月                  | 9月                  | 10月                 | 11月                 | 12月                 | 全年                 |
| -------------------- | -------------------- | -------------------- | -------------------- | -------------------- | -------------------- | -------------------- | -------------------- | -------------------- | -------------------- | -------------------- | -------------------- | -------------------- | -------------------- |
| 历史最高温 °C（°F）  | 19.9 (67.8)          | 23.2 (73.8)          | 25.6 (78.1)          | 26.2 (79.2)          | 30.3 (86.5)          | 32.5 (90.5)          | 34.4 (93.9)          | 34.5 (94.1)          | 33.1 (91.6)          | 29 (84)              | 25 (77)              | 22.3 (72.1)          | 34.5 (94.1)          |
| 平均高温 °C（°F）    | 13 (55)              | 13 (55)              | 14.9 (58.8)          | 16.7 (62.1)          | 20.4 (68.7)          | 23.7 (74.7)          | 26.6 (79.9)          | 26.9 (80.4)          | 24 (75)              | 20.6 (69.1)          | 16.5 (61.7)          | 13.9 (57.0)          | 19.2 (66.6)          |
| 日均气温 °C（°F）    | 10.2 (50.4)          | 10.2 (50.4)          | 12 (54)              | 13.8 (56.8)          | 17.5 (63.5)          | 20.9 (69.6)          | 23.8 (74.8)          | 24.2 (75.6)          | 21.1 (70.0)          | 17.9 (64.2)          | 13.8 (56.8)          | 11.2 (52.2)          | 16.4 (61.5)          |
| 平均低温 °C（°F）    | 7.4 (45.3)           | 7.4 (45.3)           | 9.1 (48.4)           | 10.9 (51.6)          | 14.6 (58.3)          | 18 (64)              | 21 (70)              | 21.4 (70.5)          | 18.3 (64.9)          | 15.2 (59.4)          | 11.2 (52.2)          | 8.5 (47.3)           | 13.6 (56.5)          |
| 历史最低温 °C（°F）  | −3.1 (26.4)          | −5.2 (22.6)          | −3.1 (26.4)          | 3.8 (38.8)           | 7.5 (45.5)           | 9 (48)               | 10.5 (50.9)          | 12.4 (54.3)          | 10.5 (50.9)          | 6.5 (43.7)           | 1.6 (34.9)           | −1 (30)              | −5.2 (22.6)          |
| 平均降水量 mm（）    | 67.7 (2.67)          | 48.4 (1.91)          | 41.2 (1.62)          | 71.3 (2.81)          | 49 (1.9)             | 32.6 (1.28)          | 13.7 (0.54)          | 26.5 (1.04)          | 72.5 (2.85)          | 128.7 (5.07)         | 103.2 (4.06)         | 88.8 (3.50)          | 743.6 (29.28)        |
| 月均日照時數         | 157.7                | 171.2                | 217.5                | 224                  | 267.1                | 306.1                | 347.5                | 315.8                | 242                  | 187                  | 149.3                | 139.3                | 2,724.5              |
| 来源：infoclimat.fr  |                      |                      |                      |                      |                      |                      |                      |                      |                      |                      |                      |                      |                      |

## 行政区划
芒通是法国普罗旺斯-阿尔卑斯-蓝色海岸大区滨海阿尔卑斯省的一个市镇，编号为06083。芒通隶属于尼斯区、芒通县和滨海阿尔卑斯省第四选区，同时也是芒通县的中央投票站所在地和法兰西海岸城市圈公共社区的办公驻地。
芒通有多个街区，当地政府定期进行街区走访采集民意。
法国国家统计与经济研究所（简称）在进行数据统计时，将芒通及相邻的另外8个市镇设为芒通-摩纳哥城市核心区，并将包括核心区在内的周边共12个市镇划为芒通-摩纳哥城市区。同时，还将芒通市镇分为了12个“块区”（IRIS），以便于统计人口分布情况。

## 交通

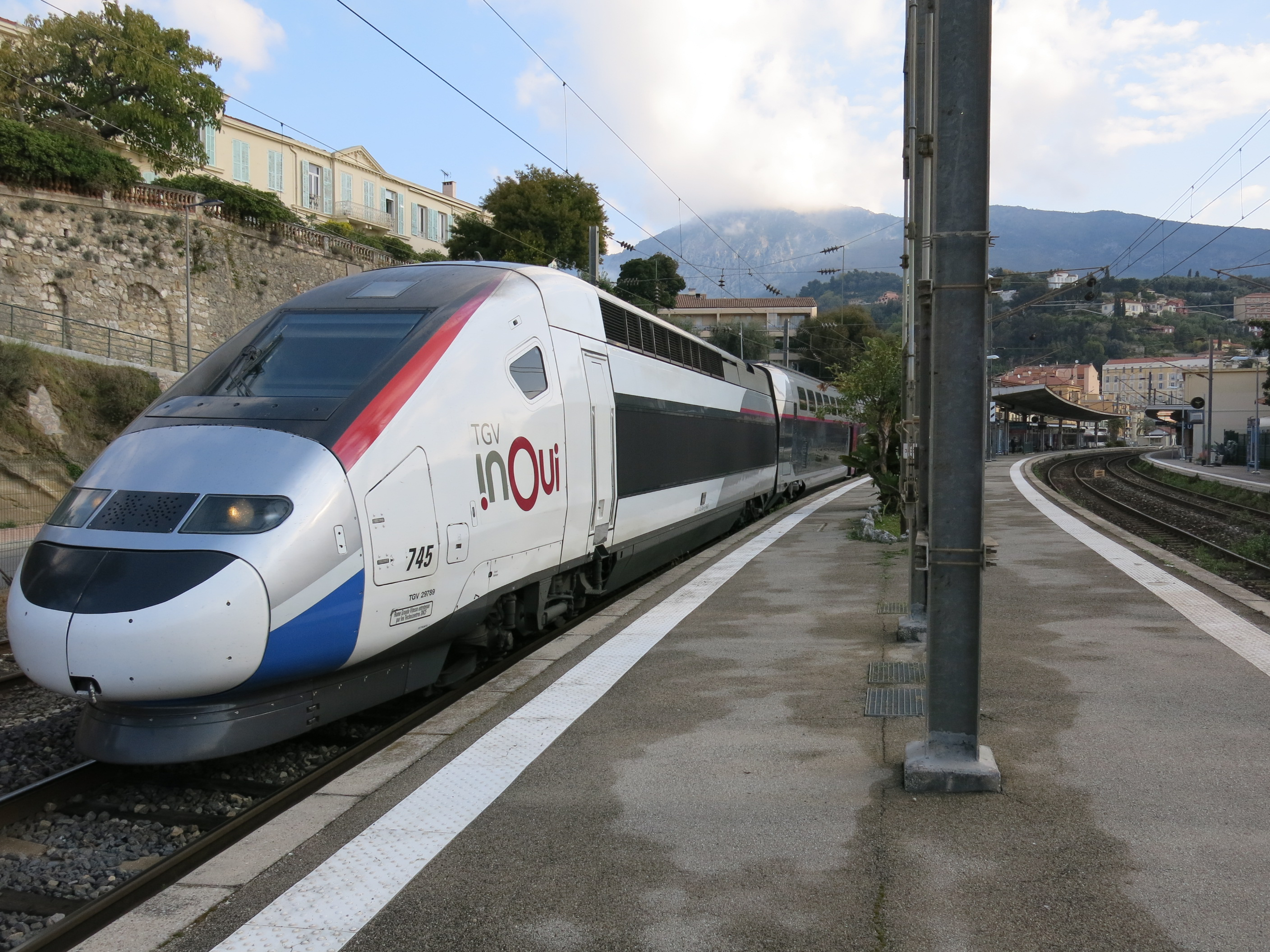
芒通火车站内的一列高速列车

### 公路
A8高速公路经过芒通市镇范围北部，通过59号出入口与市区连接；此外多条滨海阿尔卑斯省省道在芒通境内交汇。普罗旺斯-阿尔卑斯-蓝色海岸大区下属的尼斯都会巴士提供由芒通前往尼斯市区和摩纳哥的100路长途公共汽车，以及前往尼斯机场的110路长途公共汽车。
2017年，36.7%的芒通家庭拥有至少一辆的私人汽车。2018年，芒通境内共发生各类交通事故18起，造成2人遇难，24人受伤。

### 铁路
芒通位于马赛－文蒂米利亚铁路上，是该铁路在法国境内最后经过的城市。芒特境内包括两个铁路车站：其中芒通站位于市区西部，停靠前往马赛、格拉斯方向的区域列车，另每天开行1至2班直达巴黎的高速列车；芒通加拉旺站则位于市区东部的加拉旺街区，停靠前往意大利的区域列车。

### 航空
距离芒通最近的民用航空站为尼斯机场，距离芒通市中心的公路里程约33公里。

### 城市公共交通
芒通城市公共交通（商业名称为）是当地的城市公共交通系统。截至2021年2月，该系统共包括18条公交线路，路网覆盖了芒通市区内的主要街道和居民区，以及周边的部分市镇（包括摩纳哥）。

## 政治

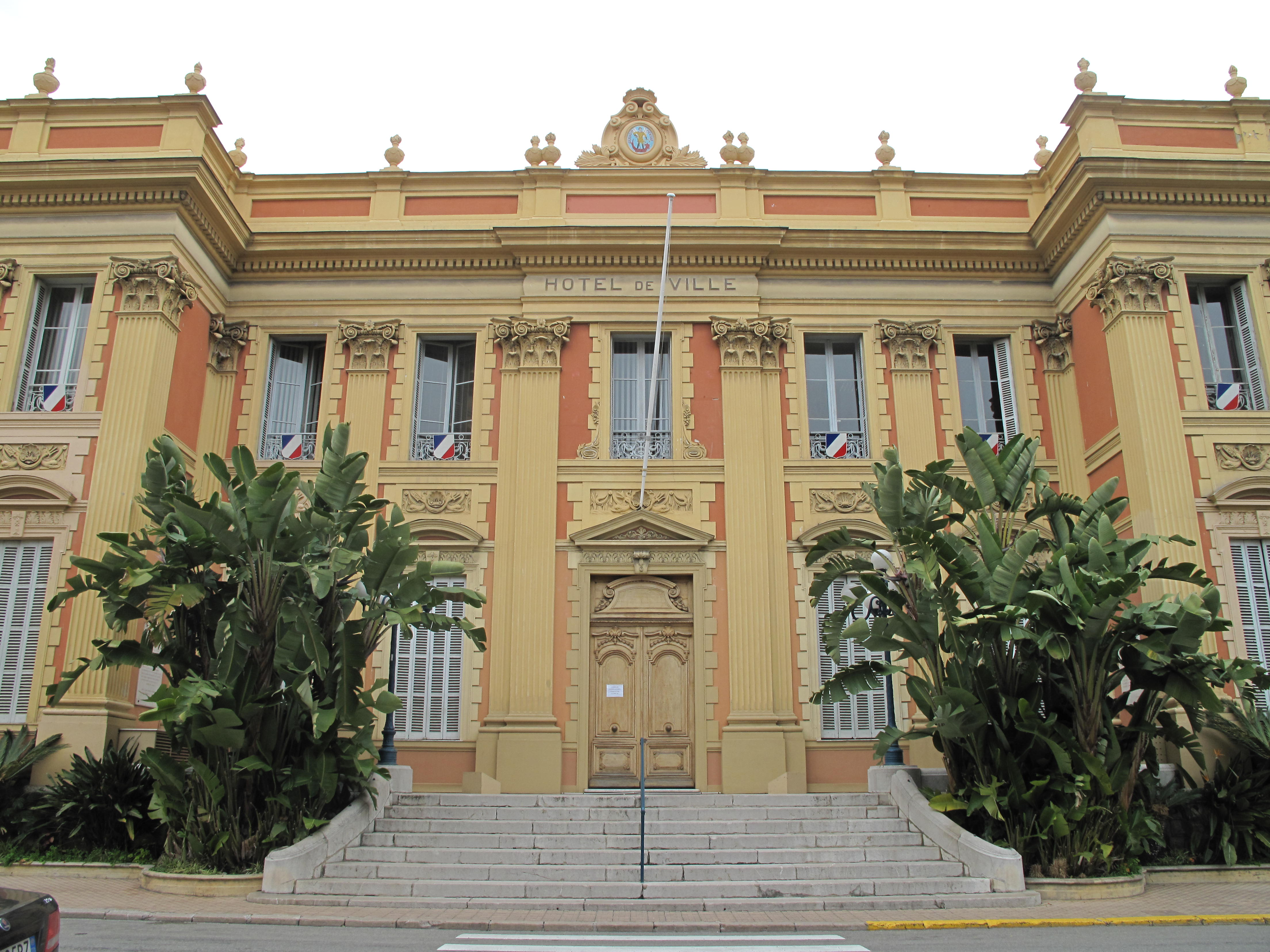
芒通市政厅

芒通的现任市长为伊夫·朱赫爾先生，他是共和党黨员，在2022年的選舉中获得了43.18%的選票。
在2017年的法国总统大选中，法国民族阵线主席玛丽娜·勒庞在芒通获得了51.23%的支持率。
| 芒通历届市长   |                        |                           |
| 任期           | 市长                   | 党派                      |
| 1945年－1953年 | 皮埃尔·帕朗图-多尔穆瓦 | SFIO工人国际法国支部      |
| 1953年－1954年 | 朱利安·库布勒          | RPF法国人民联盟           |
| 1954年－1977年 | 弗朗西斯·帕尔梅罗      | DVD右翼无党派人士         |
| 1977年－1989年 | 埃马纽埃尔·奥贝尔      | RPR保衛共和聯盟           |
| 1989年－2021年 | 让-克洛德·吉巴尔       | UMP人民运动联盟 →LR共和黨 |
| 2021年－       | 伊夫·朱赫爾            | LR共和黨                  |

## 人口
2017年，芒通市镇人口数量为28,958，在法国排名第292位。其中男性13,394人，女性15,564人，75岁及以上人口占12.2%，外籍人口数量为5,419人，人口密度为2,061人/平方公里，当地居民被称为（男性）或（女性），亦可通称为。2018年，芒通境内出生99人，死亡人口258人。
| 年份   | 1936   | 1946   | 1954   | 1962   | 1968   | 1975   | 1982   | 1990   | 1999   | 2006   | 2011   | 2016   | 2018   |
| ------ | ------ | ------ | ------ | ------ | ------ | ------ | ------ | ------ | ------ | ------ | ------ | ------ | ------ |
| 人口數 | 21,703 | 13,864 | 17,109 | 19,904 | 25,040 | 25,143 | 25,086 | 29,141 | 28,812 | 27,655 | 28,926 | 28,486 | 30,231 |

## 经济
芒通是一个区域性的中心城市，当地共有各类用人单位7,106家，平均历史为16年，其中99.7%为中小型企业（PME）。（大型零售）、（建筑）及（零售）是当地2019年营业额最高的三个企业，分别为66,661,640欧元、25,000,674欧元和15,992,456欧元。

## 财政收入
2019年，芒通的财政收入总额为75,798,900欧元，财政支出总额为72,850,000欧元，当年的债务总额为51,041,000欧元。
2015年，芒通的人均月收入总额为2,097欧元，其中高级职员为3,851欧元，中级职员为2,461欧元，普通职员为1,783欧元。
2017年，芒通境内的青壮年（15至64岁）失业率为13.9%，当地56%的家庭拥有纳税资格。

## 社会事务

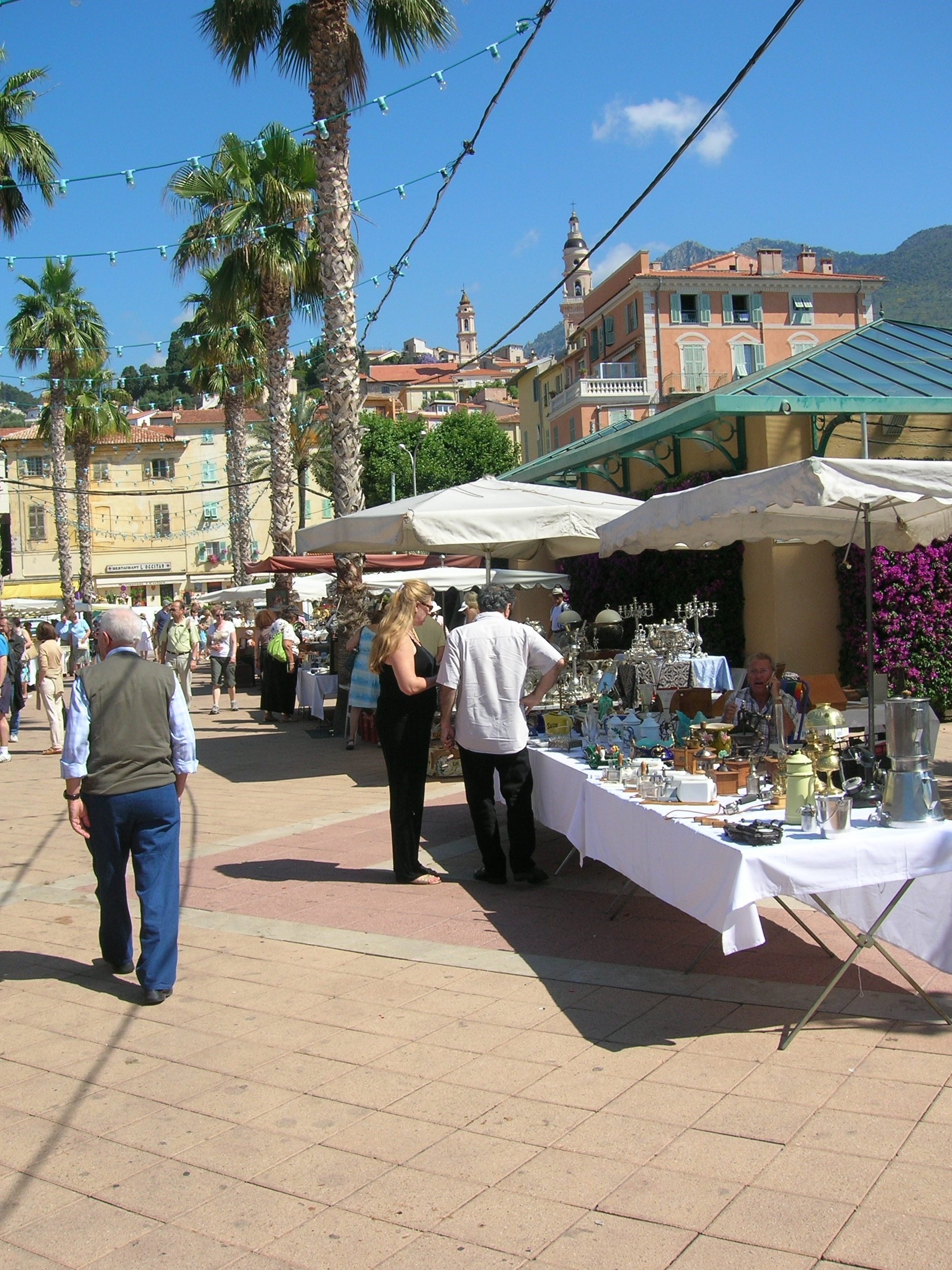
芒通街头的集市

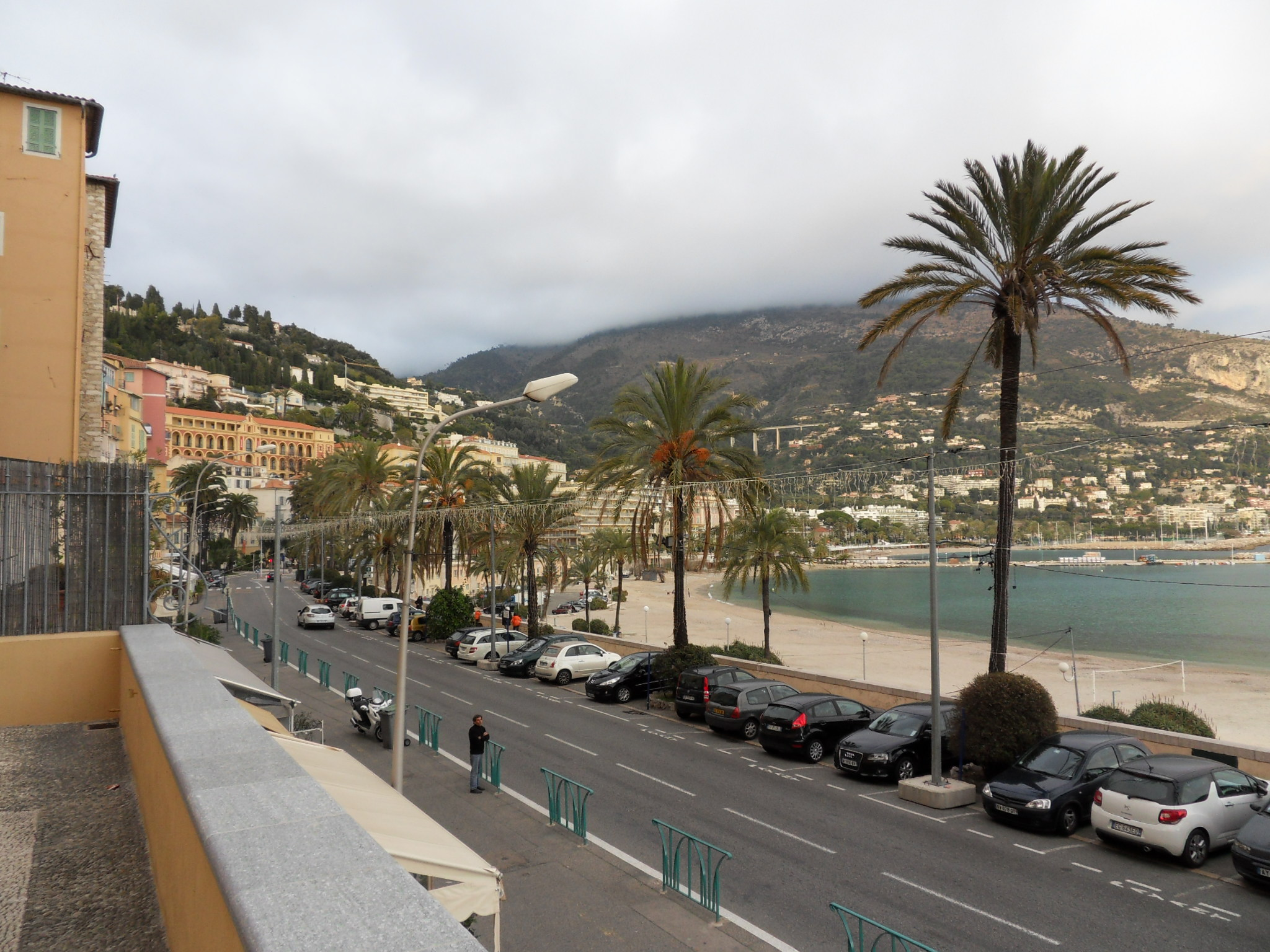
地中海沿岸

### 教育
芒通属于尼斯学区。截止2019年1月1日，芒通境内共有7所幼儿园、10所小学、3所初级中学、1所普通高中和2所职业高中。2018至2019学年度，芒通境内共有在校中等教育阶段学生2,355名。
在高等教育方面，巴黎政治学院在芒通设有一个校区，其地中海与中东国际关系专业在此授课。

### 医疗
截止2019年1月1日，芒通境内共有全科医生32名、保健师50名、牙医37名、护士55名、耳科医生2名、眼科医生4名、皮肤科医生4名、助产士2名、儿科医生5名和妇科医生3名。境内共有药房18家、养老院1家、残疾人帮扶中心3家。
芒通中心医院（Centre Hospitalier de Menton）是法国的一个区域性医疗机构，其主病区“拉帕尔莫萨中心医院”（Centre hospitalier La Palmosa）位于芒通市区，设有床位207个，是当地规模最大的公立综合性医院。

### 住房
2017年，芒通境内共有各类住房29,117套，其中10.6%为独立式居民区，88.7%为集中式居民区。常住房屋占芒通市镇范围内居民建筑总量的47.7%。

### 商业
2019年，芒通境内共有各类实体商铺1,640家，其中餐厅293家、大型超市8家、杂货店23家、面包房39家、肉铺21家、书店11家、装饰品店9家、银行门店19家、美容美发店61家、汽车维修店66家。市中心部有多处商业街区。

### 体育
2019年，芒通境内共有1家游泳池、5间体育馆、1座综合体育场、13处网球场、2处马术场、4处足球或橄榄球场以及1处篮球或排球场。
芒通快速足球队是当地的一支足球队，成立于1916年，2020至2021赛季参加地中海足球联赛。此外，当地还有一支叫“芒通之星”（Étoile de Menton）的足球队。

### 环境
芒通的环境事务由其所属的公共社区负责。2019年，芒通境内共有1家污染企业。

### 治安
2019年，芒通市镇范围内共有1处派出所和1处宪兵队。
2014年，芒通及附近地区共发生各类案件2,914起，其中盗窃类案件1,879起，经济类案件227起，毒品交易类案件137起。

## 文化
2019年，芒通境内共有1家电影院、3家博物馆和1家音乐厅。芒通市政府提供多媒体中心，向公众全年开放。

### 建筑
芒通境内有多处法国国家文物保护单位，其中芒通大教堂、喜报修道院等为当地的代表性建筑物。

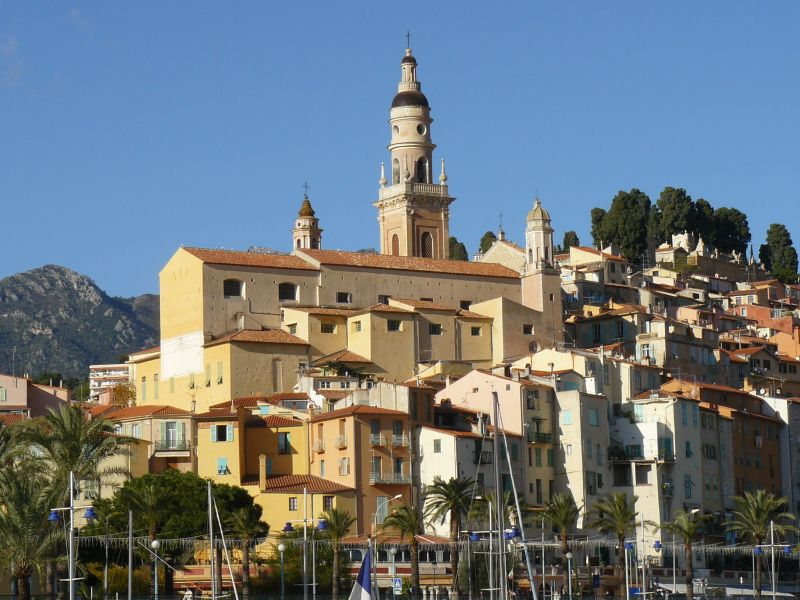
芒通大教堂（法语：Basilique Saint-Michel-Archange de Menton）
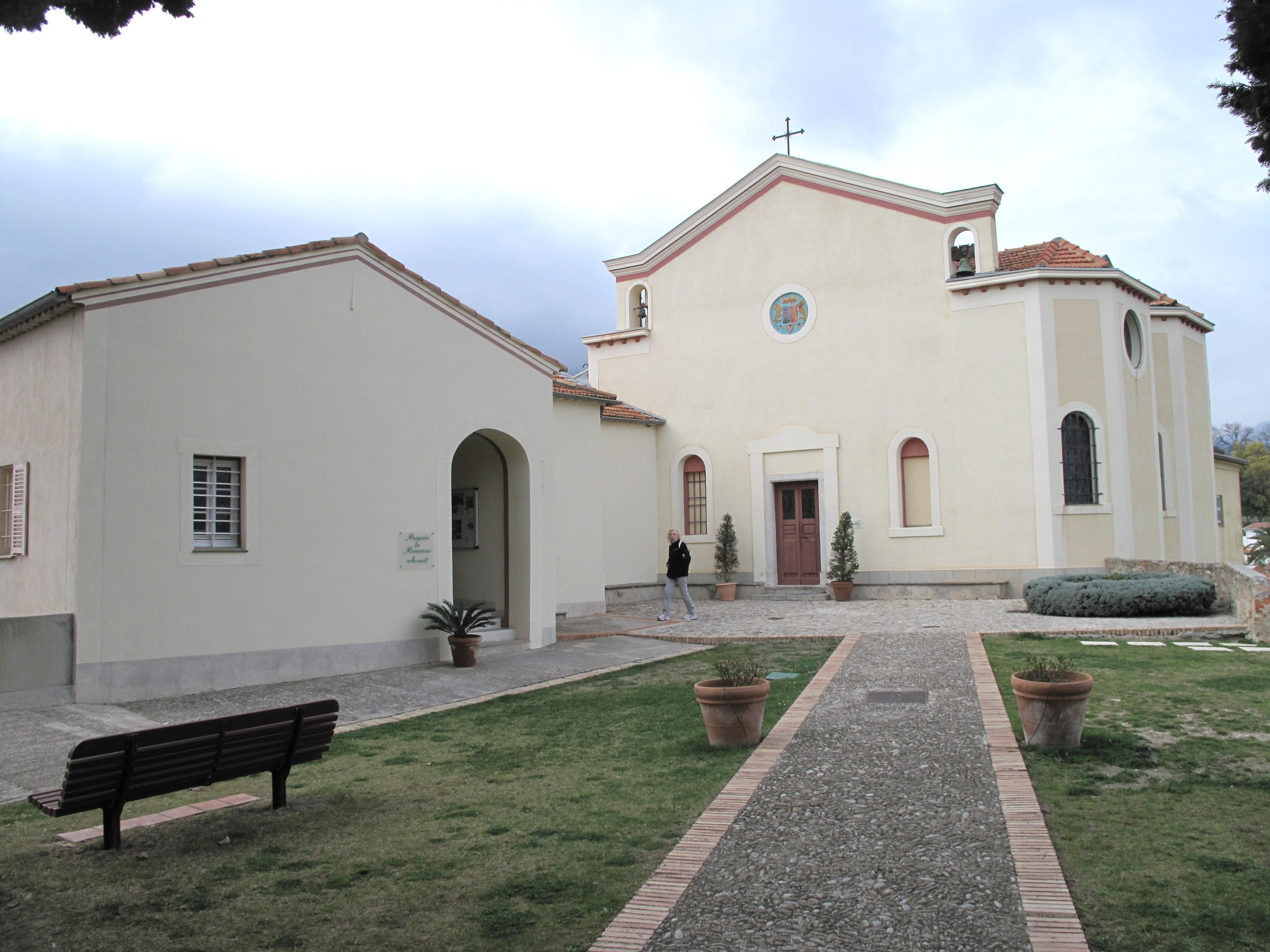
喜报修道院（法语：Monastère de l'Annonciade (Menton)）
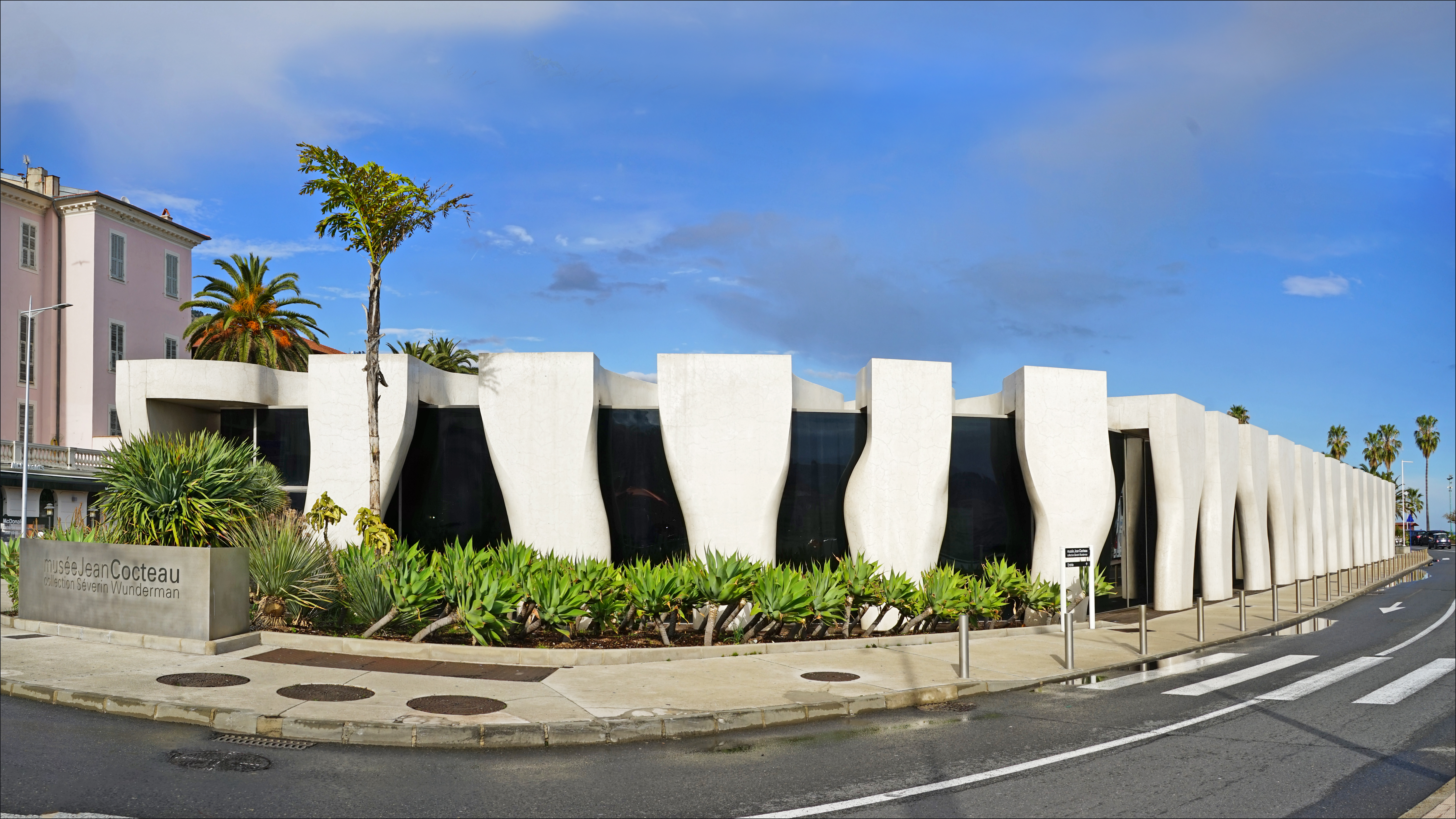
让·谷克多博物馆（法语：Musée Jean Cocteau collection Séverin Wunderman）
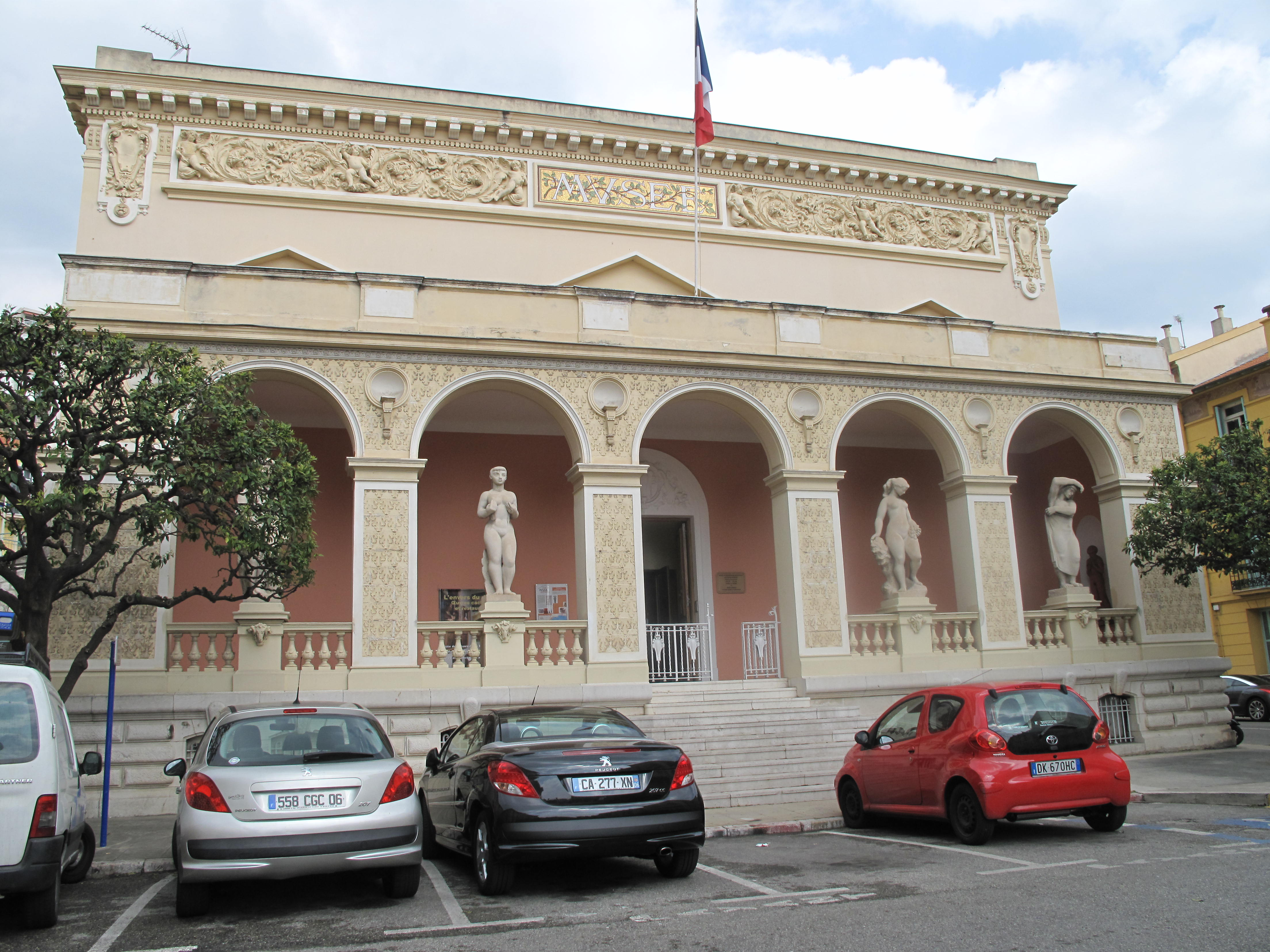
史前史博物馆
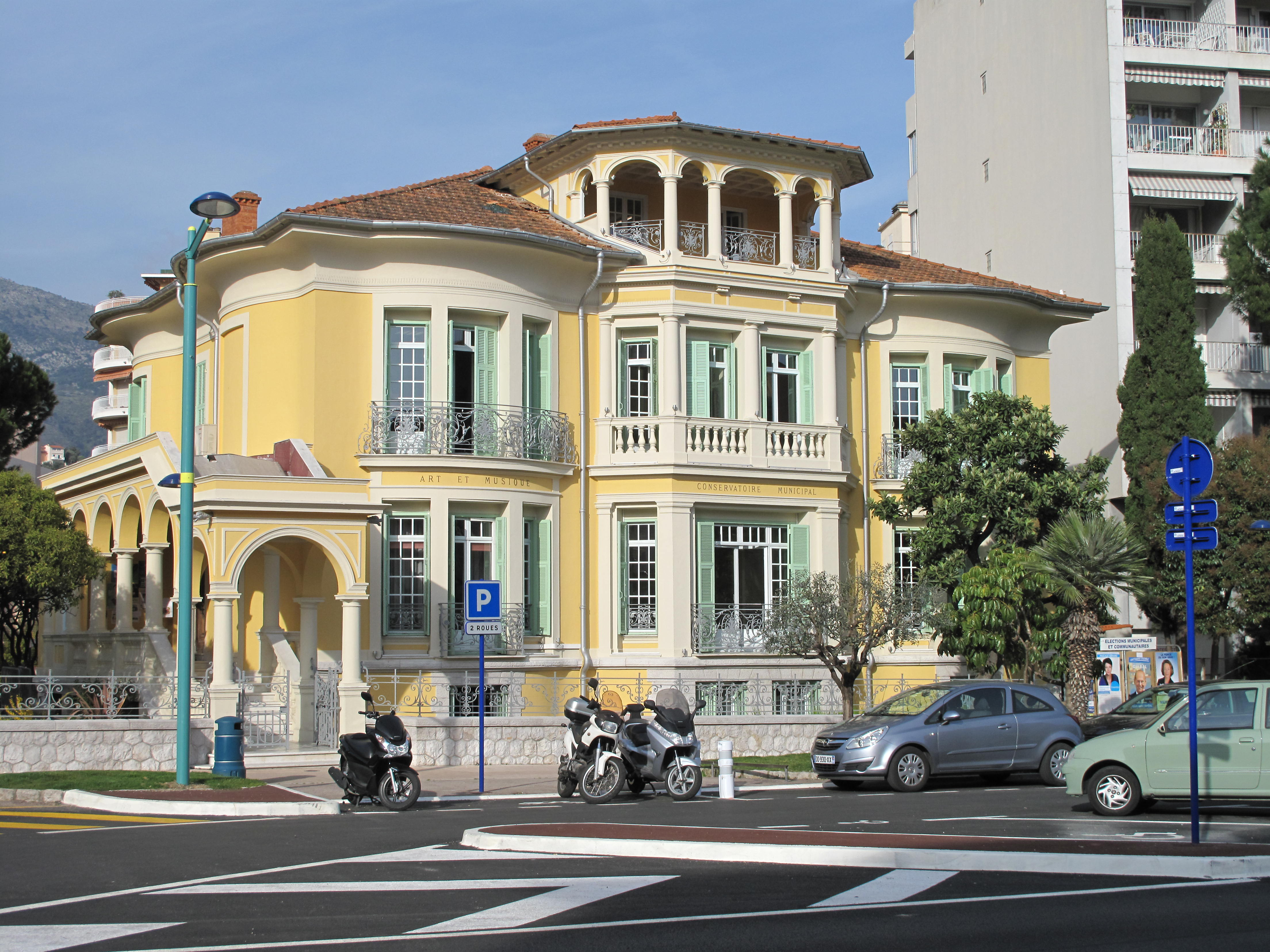
市政艺术音乐厅
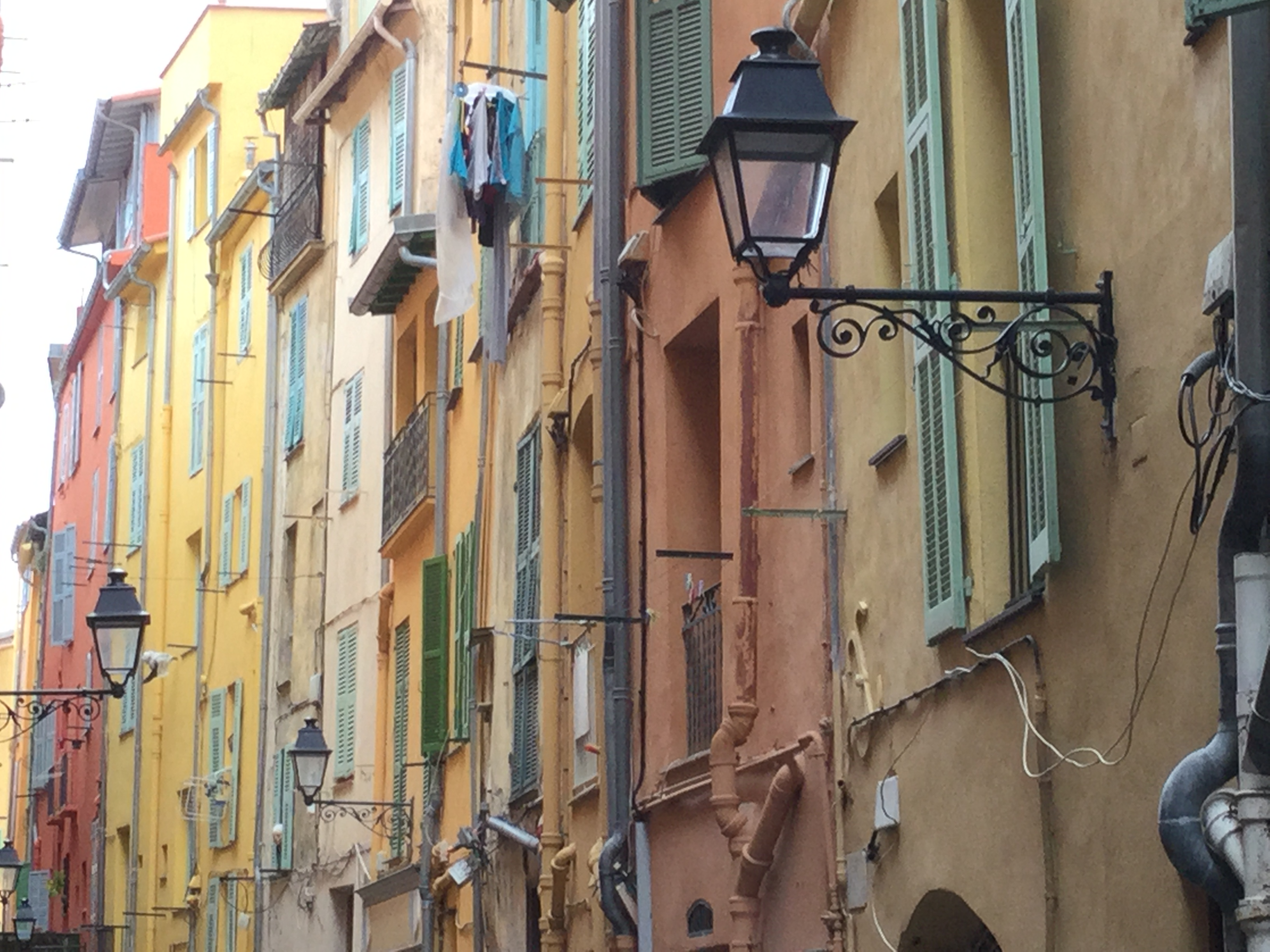
传统居民楼立面

### 旅游
芒通的旅游事务由其所属的公共社区负责。2020年，芒通境内共有28家宾馆共计1,061间房间；另有1个露营地，可容纳共85辆露营车。

### 媒体
法国主要的媒体均可在芒通接收，法国电视三台下属的普罗旺斯-阿尔卑斯-蓝色海岸大区频道在部分时段播出芒通所属区域的地方新闻。

### 语言
芒通民间有使用芒通方言，属于奥克语的一支，使用人数自19世纪末起逐渐减少。且因外来人口的影响，芒通方言吸收了大量外来词，兼有意大利语和法语特征。当地民间创建有语言保护组织。

## 相关人物
法国雕塑家安托万·萨尔托里奥、作曲家朱利安·法尔克、足球运动员热罗姆·阿隆佐和奧利維耶·埃舒阿夫尼出生于芒通。

## 友好城市
截至2021年2月，芒通共与六座城市互为友好城市关系：

| - 德国 巴登-巴登 - 荷蘭 諾德韋克 - 比利时 那慕爾 | - 希腊 纳夫普利翁 - 瑞士 蒙特勒 - 俄羅斯 索契 |